# Жана тан
Жана тан (каз. Жаңатаң, до 2006 г. — Мирон) — аул в Казталовском районе Западно-Казахстанской области Казахстана. Входит в состав Болашакского сельского округа. Код КАТО — 274837300.

## Население
В 1999 году население аула составляло 480 человек (232 мужчины и 248 женщин). По данным переписи 2009 года, в ауле проживали 352 человека (174 мужчины и 178 женщин).